# Hawthorn, Pennsylvania
Hawthorn är en kommun av typen borough i Clarion County i Pennsylvania. Vid 2010 års folkräkning hade Hawthorn 494 invånare.